# Грицюс, Аугустинас
Аугустинас Грицюс (лит. Augustinas Gricius; 25 декабря 1899, деревня Шюпиляй Шавельского уезда (ныне Шяуляйского района) — 28 февраля 1972, Вильнюс) — литовский советский писатель, драматург, журналист; заслуженный деятель искусств Литовской ССР (1954); отец кинооператора Йонаса Грицюса.

## Биография
Родился в семье ремесленника. В 1919 году окончил почтово-телеграфные курсы в Шяуляй. В 1921—1923 годах занимался в театральной студии Антанаса Суткуса. В 1924—1927 годах работал в сатирическом театре „Vilkolakis“ помощником режиссёра, играл в спектаклях.
Учился в Литовском университете (1923—1927; по другим сведениям, в 1925—1926 годах) на факультете гуманитарных наук. Учился в Париже (1926).
В 1921, 1925 годах был репортёром литовского телеграфного агентства ELTA. Работал в редакции газет „Lietuva“ и „Lietuvos aidas“ (1927—1940), был редактором журнала „Banga“ (1932).
В 1939—1940 годах был председателем Союза журналистов Литвы. В 1940—1941 годах сотрудничал в советской печати, был журналистом газет „Tarybų Lietuva“ и „Tiesa“. В 1941 году был выслан в Сибирь, отбывал заключение в Алтайском крае и Якутии. В 1942 году хлопотами Юстаса Палецкиса был освобождён. Жил в России. С 1943 года работал заведующим литературной частью в Государственном художественном ансамбле Литовской ССР в Переславле-Залесском.
В Литву вернулся в 1944 году. Работал в управлении по делам искусства при Совете министров Литовской ССР (1944—1945). Был секретарём правления Союза писателей Литовской ССР (1945—1946). В 1946—1949 годах был заведующим литературной частью в театрах Вильнюса и Каунаса. В 1950—1955 годах работал литературным консультантом по драматургии Союза писателей Литвы. Был членом правления Союза писателей Литвы (1954—1970). С 1955 года был на пенсии и занимался творческой работой.
Похоронен на Антокольском кладбище в Вильнюсе.

## Творчество
Печататься начал с 1913 года (корреспонденции в газете „Lietuvos ūkininkas“). В 1918 году опубликовал первый фельетон в газете „Darbo balsas“. Первый сборник юмористических рассказов «Чинчи-бе-рис» („Čin-či-be-ris“) вышел в 1925 году. В 1928—1931 годах издал сборники сатирических и юмористических рассказов и фельетонов, а также комедию «Паланга» (1931; поставлена в 1932 году в Государственном театре в Каунасе), в которых высмеял различные стороны быта и мораль буржуазии.
В советское время в пьесах «Осколки» („Skeveldros“, 1948; поставлена в 1949 году в Каунасском драматическом театре), «Накануне» („Išvakarės“, 1951; поставлена в Каунасском музыкальном драматическом театре в 1952 году) рисовалась классовая борьба в Литве в последние дни господства буржуазии и первые послевоенные годы. Пьеса «Жаркое лето» („Karšta vasar “, 1955) отражает идейную эволюцию старой интеллигенции на фоне строительства новой жизни в Литве. Пьеса ставилась в театрах Каунаса и Шяуляй (1955), в 1956 году — в Русском драматическом театре Литвы (под названием «Разбитая ваза») . В сатирических комедиях «Сев и жатва» („Sėja ir pjūtis“, 1962), «Было, было, как не было» („Buvo buvo, kaip nebuvo“, 1963) изображалась колхозная жизнь.
По сценарию Грицюса поставлена кинокомедия «Индюки» („Kalakutai“, 1959; режиссёр Витаутас Микалаускас), высмеивающая жизнь литовской провинции в период между двумя мировыми войнами. Сборник рассказов «Люди» („Žmonės“, 1960) содержит живые картины сельского быта.
Грицюс выступал в печати также как очеркист и переводчик. Перевёл роман Пьера Бенуа «Атлантида» (1928), пьесу Бориса Лавренёва «За тех, кто в море!» (1947), роман Стефана Гейма «Крестоносцы» (1951), роман Антона Хансена Таммсааре «Новый Ванапаган из Пыргупыхья» (1957), произведения Николая Гоголя, Максима Горького, Александра Островского, Константина Симонова, Евгения Шварца.
Использовал множество псевдонимов и криптонимов, подписывался инициалами (A. Ašaka, Tadas Ašaka, B. P., Činčiberis, B. Čirkus, Nikodemas Dagilis, Don Bazelio, Don Bazilio, G., G. A-us, K. P. Ganda, Gerbiamas pilietis, Jonvaikis, Kilčius, A. Kilčius, Mykolas Trumpėda, Mikrofonas, Tarka M., Ne kvailas augiukas, Nežinaukas, P., Periskopas, Pivoša, Ponas Krupas, Pr. Kr., Sp., Spr., A. Spriktas, Švilpa, Jurgis Švilpa, M. Tarka, Tiesos žinovas, Mykolas Trumpėda, Motiejus Trumpėda, V. B., Varkala. Основной псевдоним Pivoša.

## Книги
- Čin-či-be-ris. Feljetonai. Tilžė, 1925. 144 p.
- Pamokslai idėjos broliams. Satyriniai apsakymai ir feljetonai. Kaunas: Tulpė, 1928. 54 p.
- Vyrai, nesijuokit. Humoristiniai apsakymai. Kaunas: Naujas žodis, 1929. 159 p.
- Žvilgsnis į gyvenimą. Satyriniai apsakymai. Kaunas, 1930. 95 p.
- Laiko dvasia. Feljetonai. Kaunas: Valstybinė grožinės literatūros leidykla, 1946. 218 p.
- Barvainio sodyba. Apsakymas. Kaunas, 1947. 22 p.
- Liepto galas. Skeveldros. Pjesės. Vilnius: Valstybinė grožinės literatūros leidykla, 1951. 236 p.
- Karšta vasara. Išvakares. Pjesės. Vilnius: Valstybinė grožinės literatūros leidykla, 1955. 212 p.
- Žmonės. Apsakymai. Vilnius: Valstybinė grožinės literatūros leidykla, 1960. 431 p.
- Sėja ir pjūtis. Satyrinės scenos. Vilnius: LTSR Liaudies meno rūmai, 1961. 88 p.
- Senelis ir voverė. Pasaka. Vilnius: Valstybinė grožinės literatūros leidykla, 1962. 20 p.
- Sėja ir pjūtis. Satyrinė komedija. Vilnius: Valstybinė grožinės literatūros leidykla, 1962. 114 p.
- Buvo buvo, kaip nebuvo... Komedija. Vilnius: Vaga, 1964. 102 p.
- Vyrai, nesijuokit! Feljetonai. Vilnius: Vaga, 1969. 426 p.
- Kepurės nenukelsim. Humoreskos ir kino apysaka. Vilnius: Vaga, 1971. 242 p.
- Tėvų tėvai. Apsakymai. Vilnius: Vaga, 1972. 323 p.
- Keliai keleliai. Iš atsiminimų. Vilnius: Vaga, 1973. 248 p.
- Dramos. Vilnius, 1974.

### На русском языке
- Люди. Рассказы. Москва: Советский писатель, 1962. 207 с.

## Награды и звания
- 1947 — Орден «Знак Почёта»
- 1954 — Орден Трудового Красного Знамени[8]
- Награждён медалями[9]
- 1954 — Заслуженный деятель искусств Литовской ССР

## Память
В 1976 году на северном фасаде дома по улице Каштону в Вильнюсе, в котором Грицюс жил в 1952—1972 годах, открыта мемориальная плита. В 2003 году самоуправление Шяуляйского района учредила литературную премию Аугустинаса Грицюса, ежегодно вручаемую за лучшую книгу прозы. Имя писателя с 2008 года носит библиотека в местечке Грузджяй (Шяуляйский район).